# Templo de St. George
El Templo de St. George es un edificio religioso histórico y uno de los templos construidos y operados por la Iglesia de Jesucristo de los Santos de los Últimos Días, ubicado en el centro de la ciudad en la avenida 400 Sur de la ciudad de St. George en el estado estadounidense de Utah. Es el tercer templo construido por la iglesia y el primero en completarse en el estado de Utah. Con anterioridad al templo de St. George, solo se habían dedicado el templo de Nauvoo y el templo de Kirtland, al este del río Misisipi, ambos previamente destruidos por enemigos de la iglesia. El templo de St. George se utiliza como referencia para el recuento de los templos en operaciones de la iglesia, de modo que oficialmente se considera el primer templo en operaciones de la iglesia. Como es el caso con el resto de los templos de la iglesia SUD, solo aquellos bautizados en la iglesia y considerados dignos pueden entrar al templo de St. George.

## Historia
La ciudad de St. George fue fundada en 1861 por conversos provenientes de Inglaterra enviados por Brigham Young en 1851. El templo de St. George es el primer templo construido por la iglesia SUD después del éxodo de los pioneros mormones de Nauvoo hasta el territorio de Utah a mediados del siglo XIX. El diseño del templo es obra del renombrado arquitecto de Salt Lake City Truman O. Angell y tiene el diseño más similar al del templo de Nauvoo que el del resto de los templos construidos por la iglesia SUD, la más prolífica del movimiento de los Santos de los Últimos Días. Para el anuncio y el inicio de la construcción del templo en St. George, la comunidad no contaba con la población suficiente para proveer labores en la construcción. Muchos de los que laboraban en el templo provenían de regiones circunvecinas. El consenso en la iglesia de la era fue que el retraso en la construcción del templo de Salt Lake City ameritaba la construcción de otros templos al norte y al sur del estado de Utah.: 159  El templo de St. George es el templo más antiguo que ha estado en operaciones eclesiásticas sin interrupción desde los orígenes de la iglesia en 1830.
Durante más de dos décadas el templo de St. George fue el templo más próximo para los colonos del siglo XIX ubicados en Arizona, quienes viajaban unos 650 kilómetros para llegar a St. George, un recorrido conocido como el trayecto Luna de Miel en alusión a la cantidad de parejas recién casadas que viajaban al templo para realizar su matrimonio eterno, parte de la teología SUD.
El templo de St. George fue el único templo completado durante los 30 años de presidencia en la iglesia de Brigham Young quien, para la dedicación del templo, caminaba con dificultad por razón de una enfermedad reumática por lo que tuvo que ser cargado por dos hombres durante la dedicación. Young murió pocos meses después, en agosto de 1877.

## Anuncio
Los planes para la construcción del templo de St. George fueron anunciados por Brigham Young el 31 de enero de 1871 durante una conferencia de estaca mientras estuvo viviendo en St. George para recuperar su salud. Unas 1100 personas vivían en St. George para el momento del anuncio del templo.: 159  Young volvió a Salt Lake City para presentar el proyecto a la Primera Presidencia. El anuncio fue confirmado por las autoridades generales de la iglesia durante la conferencia general de la iglesia el 5 de abril de ese mismo año. Un total de 309 hombres fueron llamados durante esa conferencia para viajar a St. George con sus familias y contribuir en la construcción del templo. En octubre Young volvió a St. George y escogió construir el templo en un terreno sobre una colina al sur de los límites de la ciudad de esa era. El 9 de noviembre de 1871 Young presidió sobre la dedicación del terreno,: 206  así como la ceremonia de la primera palada. Después de estudios preliminares para determinar dónde se podían obtener rocas, cal, arena y madera, finalmente se decidió comenzar la construcción del edificio al día subsiguiente en el lugar indicado por Young.
Una de las leyendas del folclore mormón y que rodean la edificación del templo de St. George se ligan a Moroni, uno de los personajes del Libro de Mormón, quien habría estado en ese mismo punto y dedicaría ese pedazo de tierra exacto para la construcción de un templo.

## Diseño
El arquitecto para el templo fue Truman O. Angell quien hizo los planos del edificio. El maestro de obras fue Miles Romney y a cargo de las canteras Edward Lloyd Parry. El templo tiene un diseño de castillo neogótico de color blanco, terminándose parte de la construcción del templo de St. George en 1876. El anuncio de Brigahm Young en 1871 de que se construiría un templo en St. George, el segundo en Utah, presentó a Truman Angell su última oportunidad de diseñar un edificio de importancia para la iglesia. Fue el único templo diseñado por Angell, su trabajo en el templo de Nauvoo y el templo de Salt Lake City era más enfocado en el sitio de construcción que diseñando el edificio. Aunque estaba ocupado con otros proyectos, trabajó en los planos del templo en St. George en momentos de tiempo libre. Dado que gran parte de su trabajo lo realizó mientras Young y otras autoridades generales estaban en St. George, Angell no estaba seguro si su diseño basado en el templo de Nauvoo con modificaciones medievales sería aceptado y, por lo tanto, pospuso completar los detalles y las especificaciones. Sin embargo, sus planes fueron aceptados y la construcción se inició antes de que pudiera terminar los planos de su edificio. Debido a la confusión causada por los planos incompletos, Angell consideró necesario visitar el sitio personalmente varias veces durante los próximos años. Estos arduos viajes, algunos de ellos con mal tiempo, desgastaron su salud y energía. En julio de 1876, Angell estaba completamente agotado y presentó a Young su carta de renuncia. El 4 de agosto Young nombró a Truman O. Angell, hijo, para que ocupara el lugar de su padre. Un mes después, tras recibir una carta exigiendo un aumento de salario, Young lo liberó de su cargo. Young le pidió a William Folsom que sirviera en su lugar, pero para el comienzo de 1877, Angell, padre, estaba de vuelta en su puesto con el comentario a Young de "cumplir con mi deber y luego oxidarme".
Angell recibió instrucciones de seguir el patrón del Templo de Nauvoo en su diseño para el edificio de St. George. Los dos edificios tenían aproximadamente el mismo tamaño, y sus patrones muestran que la disposición de las habitaciones también era similar. El estilo exterior, sin embargo, siguió más al Templo de Salt Lake en sus detalles almenados. Las paredes tenían almenas en la parte superior y contrafuertes entre las ventanas que eran de aspecto más medievales y de mayor carácter funcional que las más decorativas presentes en Salt Lake City.: 159  Una descripción clasificaba la arquitectura del nuevo templo en St. George como "inglés normando" y "francés normando". El Templo de Kirtland, el primer templo de la iglesia, se diseñó con un estilo colonial sencillo con buhardillas y arcos apuntados. El Templo de Nauvoo adquirió la apariencia mucho más ostentosa de un templo griego, completo con un frontón, techo a dos aguas y pilastras engastadas. Por su parte, el Templo de St. George Utah conservó ese estilo con finos contrafuertes sustituyeron a las pilastras neoclásicas y la cubierta a dos aguas dio paso a un grueso parapeto delimitado por almenas. Aquí, Angell también introdujo torres de escaleras hexagonales a ambos lados de la entrada y repitió las ventanas de ojo de buey del Templo de Nauvoo en el espacio entre los contrafuertes.
En un toque original a los planos, Angell permitió que las escaleras a ambos lados de la fachada principal se proyectaran más allá de los lados del edificio de una manera que recuerda las torres fortificadas de villas románticas en los libros de patrones contemporáneos. Los elementos medievales, torres con escaleras octagonales, contrafuertes en las paredes almenadas, fueron colocados sobre el modelo básico del templo de Nauvoo. Un dibujo de la estructura interior muestra los pisos sostenidos por celosías eran muy parecidas a las que se usan en el techo del Tabernáculo de Salt Lake City. Angell parece haber tenido dificultades con la torre de madera. Un dibujo inicial muestra una aguja octogonal bastante incómoda, pero el edificio ya terminado mostró tener una cúpula aplanada. Brigham Young pensó que la torre era demasiado baja y exigió un cambio, pero murió antes de que se hiciera algún cambio. El edificio de piedra terminado fue enlucido y pintado de un blanco reluciente, dándole al mismo tiempo la apariencia de un castillo y una catedral. Si bien evoca recuerdos del Templo de Nauvoo, el interior de St. George también muestra muchas de las ideas que Angell quería para el templo de Salt Lake City y que nunca se completarían. Las salas de reuniones incluían techos abovedados de yeso, dos series de siete columnas agrupadas al estilo del Renacimiento gótico y cornisas decoradas con estrellas y cuartetas.

## Construcción

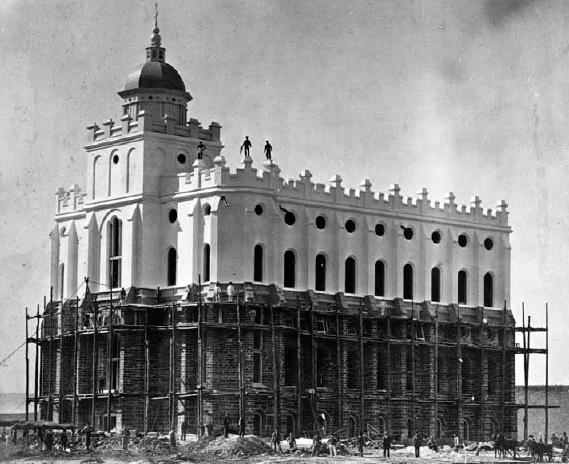
Vista del templo de St. George previo a su terminación, la mitad inferior de la piedra arenisca está siendo preparada para una capa del blanqueo. La torre principal fue posteriormente dañada por un rayo y reemplazada por una de mayor altura.

Los trabajos en las excavaciones comenzaron de inmediato después de la dedicación del terreno, pero la tarea se volvió difícil ya que se descubrieron varios manantiales de agua alcalina y la filtración amenazaba con arruinar los cimientos. El terreno del templo era pantanoso y ubicado en uno de los puntos de menor elevación de la ciudad.: 209  La excavación del terreno requirió del drenaje del pantano subterráneo y al menos un cuarto de la fundación tuvo que ser rellenado de piedra volcánica proveniente de la montañas volcánicas conocidas como «mesa negra» al oeste de la ciudad, a poca distancia de donde se ubica actualmente el aeropuerto municipal. Un centenar de toneladas de roca cubrieron el fallo pantanoso cubriendo la base del templo hasta la sección norte de la excavación la cual se componía de caliza.
Este proceso de fortificación de la fundación del templo requirió alrededor de dos años por el uso de dispositivos rudimentarios para dicha obra. El principal objeto usado para nivelar el terreno fue un cañón considerado por el folclore mormón que provenía de la era napoleónica y el cual era lanzado sobre la superficie del terreno. El cañón sería uno usado por el ejército de Napoleón Bonaparte en la captura de Moscú en 1812 y que fue luego recobrado en el escombro de Moscú posterior a la retirada del ejército napoleónico. Fue luego transportado a Siberia, luego al estado estadounidense de Alaska y finalmente a Fort Ross, California. Los miembros del Batallón Mormón trajeron el cañón a Utah. Otra versión del cañón es que fue comprada por órdenes de Erastus Snow para la milicia de St. George quienes nunca la necesitaron. Otra teoría del origen del cañón lo ponen en medio de la guerra de México-Estados Unidos.
Los obreros del templo rellenaron el cañón con plomo, la alzaban con poleas a una altura aproximada de 10 metros y fue dejada caer sobre el relleno del terreno. El cañón rebotaba unas tres veces y el proceso se repetía hasta que el basalto del terreno se había nivelado adecuadamente. Más de 17 000 toneladas (17 000 000 kg) de basalto desplazó el agua y resistió el álcali del suelo, que de otro modo habría carcomido las losas de arenisca roja colocada sobre el basalto. De esta manera se hizo posible una base segura. Mientras el martinete endurecía la tierra, los albañiles echaron los cimientos de grandes losas de rocas volcánicas estilo malapai. El cañón se encuentra actualmente en exhibición en los terrenos del templo de St. George.
Hicieron falta otros dos años para levantar las paredes, para las que se usó la arenisca roja por encima de los cimientos de piedra de basalto. La mayor parte de 1875 se ocupó en la construcción del edificio, unos cien hombres permanecían en el sitio de la consrtucción, otros cien en las canteras extrayendo roca y unos cuarenta asignados a extraer madera de las montañas, trayendo más de 300 000 metros (328 084 yd) de leña cerca de la frontera con Arizona y arenisca roja de una cantera local conocida como «el tabernáculo». Algunas vigas medían 12 pulgadas (30,5 cm) por 24 pulgadas (61,0 cm) de grosor y entre 26 pies (7,9 m) y 46 pies (14,0 m) de largo. La mayoría de la madera era traída a la ciudad por bueyes del monte Trumbull a unas 80 millas (128,7 km) de distancia. Otra porción de la madera se extrajo de las montañas Buckskin en el Kiabab al extremo norte del Gran Cañón y de las montañas en Pine Valley a unas 30 millas (48,3 km) de la ciudad.
El exterior del templo es de arenisca obtenida de canteras localizadas al norte de la ciudad, extensión del Gran Cañón estadounidense. Se emplearon unas 17 000 toneladas (17 000 000 kg) de roca volcánica negra extraída de una cantera de roca negra ubicada en la cima del primer rellano en el lado oeste de la segunda elevación en la montaña conocida como "cresta negra" (del inglés, Black Hill). La roca volcánica se usó para los cimientos del templo porque la roca era impermeable al suelo alcalino. El basalto volcánico persiste en las montañas de la localidad a un costado de los cerros, accesibles hoy por el sendero de la cantera del templo (del inglés, Temple Quarry Trail). La geología de la colina es una de las más notorias de la región, una fusión de tres grandes provincias geográficas: el desierto de Mojave al sur y al oeste, la Meseta del Colorado al sur y al este y desde el norte, la Gran Cuenca. La roca ígnea provino de dos estallidos volcánicos, el primero hace aproximadamente 3 millones de años y el segundo más reciente de unos 5 mil años atrás. Esta roca negra hace contraste con la roca roja de las Formaciones Kayenta y Navajo que rodean la región. La piedra de arenisca roja usada en el templo se extrajo de una cantera en el extremo oeste del llamado "cerro rojo" al norte de la ciudad.
El 1 de abril de 1874, Young colocó la piedra angular del templo al estilo preestablecido por Joseph Smith durante la construcción del templo de Nauvoo. Young puso un cajón lleno de objetos de importancia histórica para la iglesia de la región y quedó ubicada en la pared Sudeste a unos 12 pies (3,7 m) debajo del cimiento del templo. El templo cuenta con un sótano donde se encuentra el baptisterio. El primer y tercer piso son pisos completos; el primer piso tiene los salones usados para la investidura, el tercer tiene el salón de asambleas característico de los primeros templos construidos por la iglesia SUD. Los pisos segundo y cuarto se usan como entresuleos. Corren a lo largo de las paredes norte y sur del templo y cuentan con los altares matrimoniales y otros salones más pequeños para usos misceláneos dentro del templo. El primer y tercer piso tienen techos planos que resultan más bajos a sus lados, con el segmento medio abierto y el techo arqueado.

### Cúpula
En el folclore mormón se relata que Brigham Young expresó disgusto por el aspecto minúsculo de la torre del templo y que debería ser más alta y más majestuosa. En vista del arduo trabajo que resultó la construcción del edificio, los obreros negaron hacer el cambio y mantuvieron la torre como se había diseñado. El templo fue dedicado en abril de 1877, Young regresó a Salt Lake City, donde falleció en agosto de ese mismo año. En octubre de 1878 una fuerte tormenta batió St. George y el templo fue alcanzado por un rayo que destruyó tanto la torre como su cúpula. En vista que los daños causados por los rayos y el incendio no se extendieron al techo ni al resto del edificio, se relata que sería Young en la ultratumba que al final hizo el cambio que solicitó en vida. La torre fue reconstruida cercano a las espicificaciones que haría Young antes de fallecer.

### Murales
Las pinturas murales se realizaron por primera vez en las paredes interiores del templo de St. George en 1881. Las autoridades de la iglesia contrataron a tres artistas pioneros de Utah llamados Dan Weggeland, Carl Christian Anthon Christensen y Samuel Jepperson para hacer el arte. De 1917 a 1918, John Boylston Fairbanks recibió el cargo de pintar la habitación conocida como "El Mundo" dentro del templo. Ninguno de los murales originales persisten hoy ya que en 1937 o 1938 fueron borrados cuando se remodeló el templo, se pintaron nuevos murales y se trasladaron las salas de ordenanzas al nivel superior para crear más espacio en el piso inferior. El nivel superior se dividió en varias habitaciones y se le pidió a Joseph Alma Freestone Everett que hiciera los murales del "salón del Jardín de Eden" y el "Salón del Mundo" alrededor de 1938. Durante varios años, el "Salón de la Creación" no contaba con murales hasta que en 1946 Peter M. Kamps pintó esa habitación. Más tarde, una parte del mural en la parte delantera de la habitación se cubrió con una cortina debido a que sus colores brillantes restaron valor al propósito eclesiástico del salón. La limpieza rutinaria de las paredes desvaneció parte de los murales del "Salón del Jardín" por lo que en 1956 se encargó a Paul Forster que repintara gran parte de los murales y que añadiera dos paneles a las pinturas originales de Everett en el "Salón del Mundo".
En la remodelación de 1973, que convirtió al templo de un formato de investidura en vivo y progresivo a un formato de sesiones con película y estacionaria, estos murales fueron retirados y enviados a Salt Lake City. En 1992, el presidente del templo pidió que fuesen devueltos, algunos de los cuales tuvieron que ser cortados en porciones para que encajaran. Al menos una de las paredes de cada salón de ordenanzas recibió una pieza de los murales originales.

### Sótano
El sótano del templo de St. George consiste en camerinos, salones de confirmación, un vestíbulo en la entrada y una capilla en el extremo oeste (trasero) del templo con un gran salón donde se ubica la pila bautismal igualmente hacia el oeste. En su diseño original, el sótano albergaba la pila bautismal así como todos los salones asociados a la investidura. Estos salones eran mucho más pequeños que los salones de ordenanzas en la mayoría de los templos en la actualidad. Estos también tenían murales pintados por Dan Weggeland, C.C.A. Christensen y Samuel Jepperson. Poco después de su dedicación, los salones terrestre y celestial se trasladaron al salón de asambleas principal para que las sesiones de la investidura pudieran albergar a más patronos. En 1937, todos los salones para la investidura se trasladaron al piso principal, en el arreglo tradicional del presente: en dirección al salón celestial. Los murales del sótano se eliminaron durante la renovación de 1937.
El baptisterio tenía conexión con el resto de los salones de la investidura. En el pasado y comenzando con el templo de St. George, los usuarios que traían nombres de difuntos para sus ritos, comenzaban con su bautismo y confirmación en el baptisterio y continuaban durante el transcurso del día por los salones de la investidura hasta completar todas las ceremnoias eclesiásticas en bien de sus ancestros fallecidos.
La pila bautismal fue construida por el mecánico de Ohio Nathan Davis en asociación con el metalurgo Amos Howe de Nueva York. La pila fue tallada en madera y luego fundida en hierro. Tiene forma ovalada y mide 18 pies (5,5 m) por 9 pies (2,7 m) en su parte superior. El interior es redondeando ligeramente hacia el fondo de la pila y mide aproximadamente 4 pies (1,2 m) de profundidad. La parte inferior pesa alrededor de 2900 libras (1315,4 kg) y la porción superior con sus rieles alrededor de una tonelada. Los escalones también fueron fundidos de hierro ornamental con una barandilla hacia la pila. Los tradicionales bueyes sostienen simbólicamente la estructura.: 210  La pila bautismal y los bueyes fueron enviados en partes al sur de Utah por Ferrocarril hasta Spanish Fork. El resto del camino fue transportado en tres carrosas especialmente construidos para la labor y tirados por bueyes.

### Primer piso
El piso principal del templo tiene dos conjuntos de siete pilares que corren paralelas a lo largo de todo el edificio y sostienen el tercer piso. Se trata de simples vigas de madera cubiertas con pilares de madera ahuecados que están pintados y tallados en forma de cuadrilóbulos que son símbolos con cuatro semilunas en forma de trébol. Sería la primera vez que estos cuadrilóbulos fueron usados en un templo SUD, los cuales son ahora comúnmente usados en la decoración de estos edificios. El salón celestial se ubica en el primer piso, accesado por las esacleras en caracol. Al concluir su paso por los salones de la investidura, los patronos salen del salón celestial por la escalera que da al anexo donde se ubican los vestuarios. En su diseño original, estas escaleras laterales de salida eran donde los usuarios ingresaban al templo desde el anexo para dirigirse hacia el oeste para ingresar al salón de la creación, el primero en la secuencia de la investidura ceremonial. El velo del templo tiene forma de semiluna y se ubica en el salón terrestre y hace conexión con el salón celestial, en el extremo Este del templo.

## Dedicación

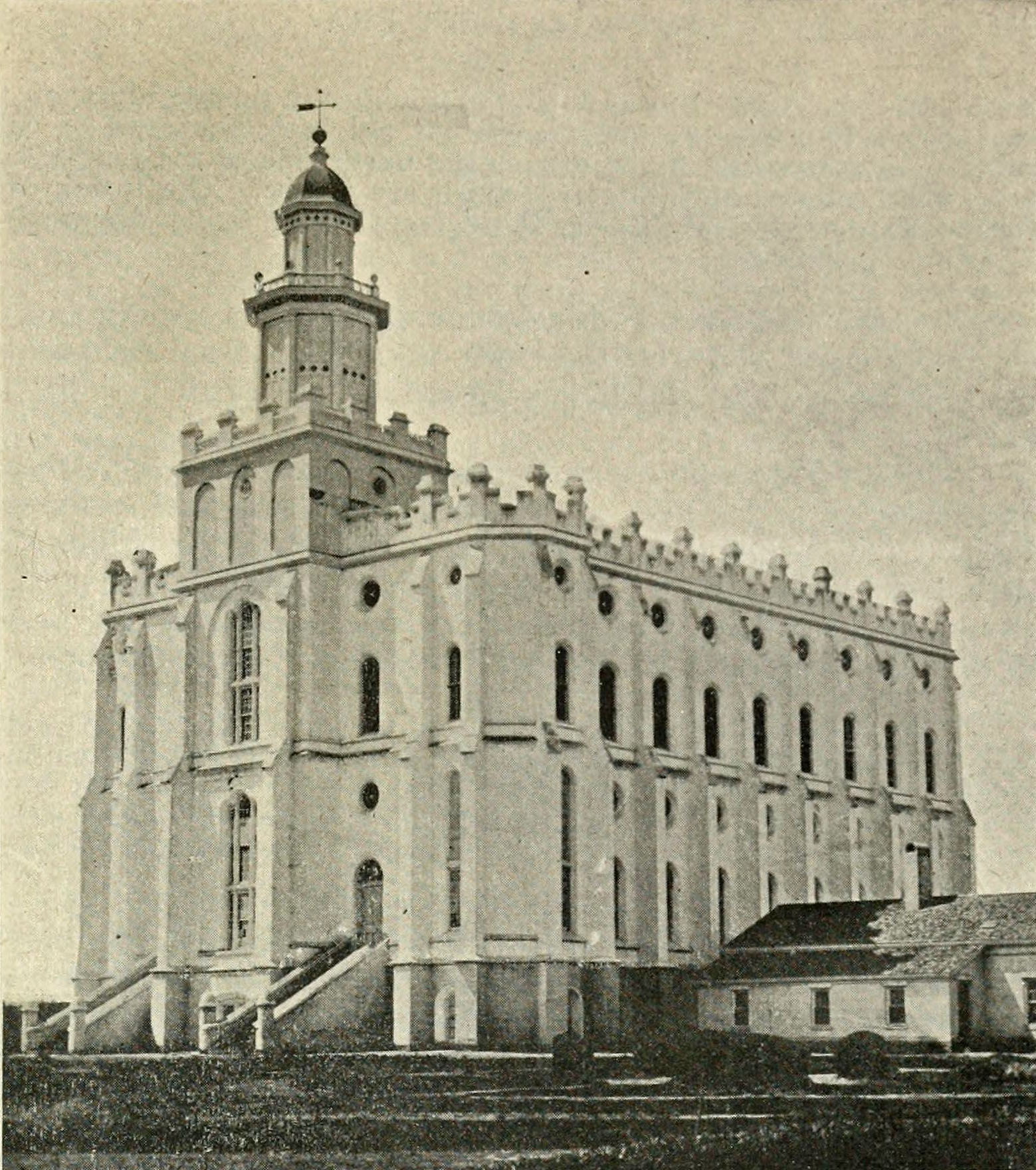
Fotografía del templo de St. George en 1914.

El templo SUD de la ciudad de St. George fue dedicado para sus actividades eclesiásticas en cuatro sesiones durante la conferencia general de la iglesia el 6 de abril de 1877. En vista de la dedicación del templo, las autoridades generales de la iglesia condujeron la conferencia general en la ciudad de St. George. Al igual que con el templo de Nauvoo, el templo de St. George recibió más de una ceremonia dedicatoria. Una dedicación privada tuvo lugar el 1 de enero de 1877, en vista de que el sótano y la pila bautismal ya se habían completado antes del resto del templo. La primera dedicatoria fue presidida por Wilford Woodruff y Erastus Snow miembros del Cuórum de los Doce Apóstoles y al que asistieron unos 1230 fieles.: 211  Fue el primer templo desde que los pioneros mormones partieran exhiliados de Nauvoo en los años 1850.
Varios bautismos de personas vivas y matrimonios civiles se habían realizado dentro del templo y en su baptisterio antes de la dedicación oficial del templo o del baptisterio. El 9 de enero de 1877 se realizaron los primeros bautismos por los muertos, la primera vez desde la partida de los pioneros mormones de Nauvoo, así como investiduras vicarias a favor de ancestros fallecidos de los colonos.: 212  La segunda dedicación ocurrió en tres sesiones dedicatorias públicas ofrecidas del 6 al 8 de abril, dirigidas por Daniel H. Wells, primer consejero de Young en la Primera Presidencia. El 6 de abril de 1877 la iglesia realizó su conferencia general, que ocurrió dentro del templo y como parte de la ceremonia dedicatoria. Wells ofreció la oración dedicatoria, la primera vez que es ofrecida por alguien que no es el presidente de la iglesia.
Los templos de la Iglesia de Jesucristo de los Santos de los Últimos Días son construidos con el fin de proveer ordenanzas y ceremonias consideradas sagradas para sus miembros y necesarias para la salvación individual y la exaltación familiar. Al arribar a Utah, la iglesia construyó una casa de investiduras para temporalmente ofrecer las ceremonias eclesiásticas a sus fieles. El templo de St. George cuenta con tres salones para dichas ordenanzas SUD y 18 salones de sellamientos matrimoniales, la mayor cantidad de salones de sellamientos de todos los templos construidos por la iglesia. El templo de St. George fue el primero en oficiar la investidura a favor de personas fallecidas.: 212  Young recibió las instrucciones para la ceremonia de la investidura por Joseph Smith en Nauvoo, el primer templo SUD en realizar investiduras por los vivos y por los difuntos. El templo de Kirtland usó una versión más dogmática de la investidura conocida como la Escuela de Profetas. Young fue el último sobreviviente de los siete que recibieron capacitación de Smith para realizar la investidura. Young permaneció en St. George desde enero hasta abril de 1877 entrenando oficiales del templo para presentar la investidura a sus fieles en el templo de St. George previo a su dedicación en abril. Fue la primera vez que la investidura fue registrada palabra por palabra, la cual continúa con variaciones menores en los templos del presente.
En su regreso a Salt Lake City después de la dedicación del templo de St. George, Young dedicó el terreno para la construcción del templo de Manti, al norte de St. George. Días después dedicó el terreno sobre el que se construiría el templo de Logan, al norte de Salt Lake City. Tres meses después de ese evento, Young falleció en la capital del territorio de Utah.
Al templo, por su cercanía a las comunidades, también asisten miembros provenientes del sur de Utah, como el Condado de Beaver, Cedar City y otros pueblos del Condado de Iron, Enterprise, Escalante y otros pueblos del Condado de Garfield, Kanab, Hurricane, Ivins, La Verkin, así como del este de Nevada, como Panaca y otros pueblos del Condado de Lincoln, Ely, Mesquite y otros pueblos del Condado de Clark.

## Renovaciones

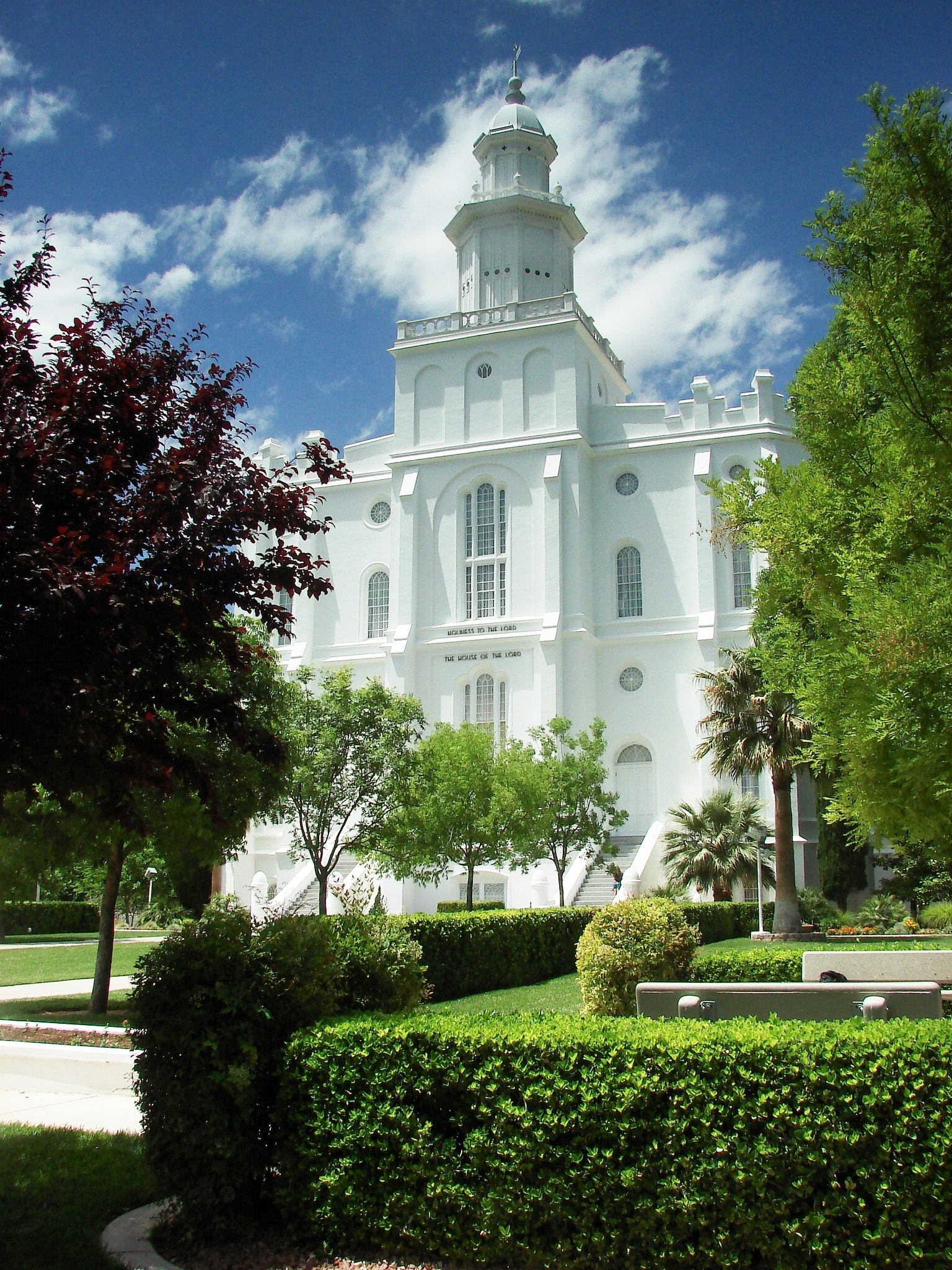
Costado frontal del templo y parte de sus jardines circunvecinos.

Las renovaciones al templo se completaron en 1917 y 1938. Originalmente el templo fue diseñado con dos grandes salas de reuniones como los templos de Kirtland y Nauvoo que le precidieron. El Salón de Asambleas del piso inferior era dividido con cortinas para proporcionar los salones de ordenanzas para la ceremonia de la investidura. En 1938, el Salón de Asambleas inferior fue reconstruido con muros permanentes que lo dividían en cuatro salones de ordenanzas. Los cuatro salones de ordenanzas se redujeron en 1971 a los tres salones actuales, en el momento en que la iglesia cambió la ceremonia de investidura de la presentación tradicional en vivo a una presentada en película de video. En la década de 1970, el templo se cerró por una extensa remodelación. El presidente de la Iglesia SUD, Spencer W. Kimball, lo volvió a dedicar en 1975. Previo a ello, del 15 al 25 de octubre de 1975, la iglesia permitió el primer recorrido público de las instalaciones y del interior del templo y al que asistieron más de 27 000 visitantes. Unos 6000 miembros de la iglesia e invitados asistieron a la ceremonia de dedicación, que incluye una oración dedicatoria.
En 1999, se renovó el baptisterio. El templo de St. George fue sometido a una extensa renovación a principio de los años 1970. Spencer W. Kimball rededicó el templo en 1975. Adjunto al templo se construyó un centro de visitantes abierto para el público general, que contiene una réplica del Cristus obra del escultor danés Bertel Thorvaldsen, montada en la Catedral de Nuestra Señora de Copenhague.

## Renovación 2021
En una conferencia de prensa celebrada en el Centro de Visitantes del Templo de St. George el 22 de mayo de 2019, se dieron a conocer los planes para la renovación estructural del Templo de St. George Utah. La reunión incluyó representaciones detalladas del interior y el exterior del templo renovado. El templo cerró operaciones el 4 de noviembre de 2019 estimandose aproximadamente tres años para la renovación que abarcará toda la manzana de la ciudad donde se asienta el edificio. Se espera que la reapertura del templo tenga lugar en el año 2022. La exhibición anual de luces de Navidad ha sido suspendida durante el periodo de la reconstrucción.
La conferencia de prensa presentó detalles de la renovación total de la manzana del templo. Incluidas en los planes estaban nuevas estructuras decorativas de agua, pasillos renovados, árboles de sombra adicionales y paisajes de jardinería mejorados. En el extremo norte del anexo del templo se creará una plaza de entrada con accesibilidad mejorada para discapacitados y demás, centrada alrededor de una fuente de agua y flanqueada por jardines y áreas de descanso. El camino frente a esta nueva plaza se elevará para proporcionar acceso a nivel con el estacionamiento en el extremo opuesto de la calle. Los jardines en el lado Este del templo, justo al Norte del centro de visitantes, contará con una nueva plaza donde los huéspedes podrán admirar la histórica fachada frontal del templo. Esta plaza estará bordeada de palmeras, rodeada por jardines y acentuada por otra fuente de agua tipo escalonada. Los planes incluyen una entrada separada para el baptisterio en el extremo Sur del templo, convirtiendo dos de las ventanas existentes en puertas de entrada y salida. Un área de reunión circular con bancos y jardines se incorporará al paisaje fuera de esta entrada. Se incorporará una salida especial para recién casados en el anexo que conduce a una plaza nupcial donde familiares y amigos de la pareja podrán reunirse para celebrar a los recién casados.
La estructura conocida como el anexo del templo, fue construida en la década de 1970. Los planes incluyen su demolición y reconstrucción de mayor altura y con detalles arquitectónicos que complementen la del templo. Las salas de sellamiento matrimonial incluidas en el anexo se trasladarán al interior del templo y el equipo mecánico del templo se trasladará al anexo. El sótano del anexo será completamente renovado incluyendo una nueva cocina, cafetería y lavadero.
La renovación reforzará la integridad estructural del templo y sus cimientos y se actualizarán todos los sistemas mecánicos, eléctricos y de plomería. La estructura histórica se restaurará a nivel de sus elementos arquitectónicos, las lámparas ornamentales y la decoración interior del edificio, reflejando la visión original de los primeros pioneros mormones que construyeron el templo. Los murales de las paredes serán devueltos a las salas de investidura del templo. Por su parte, la torre de escaleras agregada a la parte trasera del templo en la década de 1970 se reconstruirá y ampliará con un exterior que combine mejor con los detalles del templo. Esta contará con una gran escalera y dos ascensores que accederán a cada piso del edificio.

## Bautismo de próceres
En agosto de 1877, el entonces presidente de la iglesia Wilford Woodruff contó haber tenido dos sueños consecutivos a los que llamó «visiones nocturnas». Afirmó que los firmantes de la Declaración de Independencia de los Estados Unidos se reunieron a su alrededor y exigieron que se realizara a su favor las ceremonias del templo de manera vicaria. Woolford afirmó que incluso George Washington estuvo presente en la solicitud de su sueño.
En vista de que los bautismos vicarios ya se habían realizado en favor de la mayoría de los padres fundadores de los Estados Unidos en el templo de Nauvoo, Woodruff hizo hincapié en que se realizaran las investiduras por estos individuos. De hecho, la mayoría de los bautizos de estos próceres habían sido completados por John D. T. McAllister, ayudante de Woodruff en el templo.
Woodruff descubrió que las ceremonias del templo a favor de los políticos firmantes de la independencia John Hancock y William Floyd ya se habían realizado en el Templo de St. George antes del sueño. Woodruff determinó realizar el bautismo por 100 individuos de renombre, los 54 firmantes restantes de la Independencia y 46 de fama internacional y un total de 70 mujeres incluyendo María Antonieta de Austria, Jane Austen, Dolley Madison y Charlotte Brontë. Para encontrar a los últimos 46 hombres, Woodruff utilizó un conjunto de libros titulados Galería de Retratos de Hombres Eminentes y Mujeres de Europa y América por Evert A. Duyckinck. Con pocas excepciones, Woodruff tomó los nombres de los 46 individuos de estos libros, incluyendo hombres como Robert Fulton, quien construyó el primer barco de vapor, y el «Benemérito de las Américas» Benito Juárez. La mayoría de las mujeres en la lista también están en los libros bien por sus propias biografías o por ser las esposas de aquellos hombres cuyos nombres sacó de los libros. Cristóbal Colón y John Wesley, el fundador del metodismo, fueron dos de los pocos nombres que no eligió de la enciclopedia. Algunos nombres no incluidos en la lista fueron Edmund Burke, Napoleón Bonaparte, William Wilberforce, Thomas Moore, Samuel Morse, Charles Dickens y Robert E. Lee.

## Ruta Luna de Miel
La ruta luna de miel es un camino de carretas primitivo usado durante finales del siglo XIX y principios del XX. Era la ruta principal de viaje entre los asentamientos mormones en el noreste de Arizona y el sur de Utah. La ruta cruza a través del desierto de Arizona y Utah, serpenteando entre cañones escarpados, cruzando mesetas estériles, y pasando por ríos y charcos de agua no potables cruzando en un punto el río Colorado cerca de la boca del Gran Cañón. La «ruta Luna de Miel» fue usada por más de dos décadas, un estrecho trayecto que conectaba a los colonos en el noreste de Arizona con destino al Templo de St. George.
La colonización del área del río Pequeño Colorado fue una de las últimas colonizaciones planificadas por Brigham Young. La información inicial parece haber sido de Jacob Hamblin, un explorador que conocía la región del norte de Arizona en sus relaciones con los indios de esa región. Sin embargo, estaba poco familiarizado con el área alrededor del Río Pequeño Colorado. Su opinión era colonizar en vez los alrededores del área de la Sierra de San Francisco en el centro-norte de Arizona.
A comienzos de 1873, Brigham Young envió a Lorenzo W. Roundy a Arizona con una partida de exploradores que incluía a Hamblin. Exploraron el Río Pequeño Colorado y la meseta y montañas de la Sierra de San Francisco. Aun cuando el reporte de los exploradores fue negativo, Young envió un importante grupo encabezado por Horton D. Haight para colonizar la zona. El grupo cruzó el río Colorado en Lee's Ferry y siguió por la orilla de la meseta circunvecina. La esterilidad de la tierra y la falta de agua obligaron a Haight y su gente a regresar a Salt Lake City. A pesar de ello, Young insistía en colonizar esa parte de Arizona. Esta vez llamó a James S. Brown y le ordenó elegir hombres que le pudieran acompañar. Brown partió con catorce hombres en noviembre de 1875. El 3 de diciembre llegaron a Moenkopi en la meseta del Pequeño Colorado, donde establecieron un fuerte en la actual ciudad de Tuba. James S. Brown y otros cuatro exploraron el Pequeño Colorado encontrando regiones con mejor flujo de irrigación. Brown regresó a Salt Lake City en enero de 1876 donde Young nombró a Brown y a Lot Smith como los líderes de la expedición del Pequeño Colorado, una partida de más de doscientos hombres, mujeres y niños.
Como consecuencia de la colonización del Pequeño Colorado se crearon cuatro asentamientos -Sunset, Brigham City, Obed y Joseph City-, de los que solo la ciudad de Joseph sobrevive en la actualidad. Poco después, otro grupo de pioneros mormones se asentaron en Silver Creek, un afluente del Pequeño Colorado, estableciendo ciudades incluyendo Snowflake, Taylor y Show Low. St. John y Springerville fueron fundadas poco después a lo largo de la región alta del Río Pequeño Colorado.
Menos de un año después de que se hubiera colonizado la región del Pequeño Colorado se dedicó el Templo de St. George a unos 650 kilómetros. El primer viaje de una pareja de Arizona con destino al templo de St. George ocurrió en 1881. Alof Larson y su prometida viajaron en mulas a St. George por el camino llamado por Will C. Barnes, «La Ruta Luna de Miel».